# Гарні часи
«Гарні часи» (англ. Good Time) — американська кримінальна драма 2017 року, поставлена режисерами Беном та Джошуа Сефді. Фільм було відібрано для участі в основній конкурсній програмі 70-го Каннського міжнародного кінофестивалю (2017) у змаганні за Золоту пальмову гілку .

## Сюжет
Після невдалого пограбування банку молодший брат Конні Нікаса (Роберт Паттінсон) потрапляє до в'язниці. Старшому доведеться вирушити у химерну одіссею, повну насильства і хаосу: у нього є лише одна ніч, щоб спробувати обігнати час і врятувати себе і брата від загибелі.

## У ролях
| • Роберт Паттінсон        | … | Конні Нікас          |
| • Дженніфер Джейсон Лі    | … | Корі                 |
| • Бархад Абді             | … | Деш, охоронець парку |
| • Бен Сефді               | … | Нік Нікас            |
| • Маркос Антоніо Гонсалес | … | агент поліції        |
| • Кліфф Мойлан            | … | агент Патрік         |
| • Роуз Грегоріо           | … | Лорен                |
| • Шон Рей                 | … | таємний коп          |
| • Сулейман Сі Саване      | … | водій Uber           |

## Знімальна група
- Автори сценарію — Рональд Бронштейн, Джошуа Сефд
- Режисери-постановники — Бен Сефді, Джошуа Сефді
- Продюсери — Себастьян Бір-Макклард, Оскар Бойсон, Террі Дугас, Періс Касідокостас Латсіс
- Співпродюсер — Брендан Макг'ю
- Виконавчий продюсер — Жан-Люк Де Фанті
- Оператор — Шон Прайс Вільямс
- Композитор — Деніел Лопатін
- Художник-постановник — Сем Лисенко
- Художник по костюмах — Міяко Белліцці
- Художник-декоратор — Одрі Тернер

## Нагороди та номінації
| Список нагород та номінацій         | Список нагород та номінацій | Список нагород та номінацій | Список нагород та номінацій | Список нагород та номінацій | Список нагород та номінацій |
| Кінопремія                          | Дата церемонії              | Категорія                   | Номінант(и)                 | Результат                   | Дж                          |
| ----------------------------------- | --------------------------- | --------------------------- | --------------------------- | --------------------------- | --------------------------- |
| Каннський міжнародний кінофестиваль | 28.05. 2017                 | Золота пальмова гілка       | Гарні часи                  | Номінація                   | [ 3 ]                       |
| Каннський міжнародний кінофестиваль | 27.05. 2017                 | Найкращий саундтрек         | Oneohtrix Point Never       | Перемога                    | [ 6 ]                       |